# Bittacus sylvaticus
Bittacus sylvaticus är en näbbsländeart som beskrevs av George W. Byers 1996. Bittacus sylvaticus ingår i släktet Bittacus och familjen styltsländor. Inga underarter finns listade i Catalogue of Life.